# Rochester (Victoria)
Pour les articles homonymes, voir Rochester.
Rochester (2 830 habitants) est un village de l'État de Victoria, en Australie à 179 km au nord de Melbourne.
Son économie repose sur l'agriculture (lait, tomates, viande bovine et ovine)